# Robert Moses State Park (Long Island)
Robert Moses State Park – Long Island ist ein State Park im südlichen Suffolk County, New York. Der Park bedeckt eine Fläche von 875 Acre (3,54 km²) und erstreckt sich am westlichen Ende von Fire Island, einer Insel vor der Südküste von Long Island. Der Park ist berühmt für sein 5 mi (7,5 km) langes Stück Strand am Atlantik. Zugang zum Park ist von Long Island aus durch den Robert Moses Causeway über die Great South Bay gegeben.
Der Park entstand 1908 als Fire Island State Park und ist damit der älteste auf Long Island. Er wurde zu Ehren von Robert Moses, einem einflussreichen Stadtplaner und ehemaligem Präsidenten der Long Island State Park Commission umbenannt.

## Geographie
Der State Park umfasst das Westende von Fire Island, eine der zentralen Barriereinseln vor der Südküste von Long Island. Das Westende mit Democrat Point ist leicht nach Norden gebogen und bietet Schutz für das dahinter liegende Fire Island Inlet, einen Kanal, der Great South Bay und Atlantik verbindet. Wenige hundert Meter nördlich liegt Jones Beach Island mit dem Gilgo State Park, an den sich östlich der Gilgo-Oak Beach-Captree mit Capt Gillen Fishing - Captree State Park und dem Robert Moses Causeway anschließt. Das ebene Gelände der Insel ist geprägt von Stränden und Dünen. Der Strand ist 5 mi (7,5 km) lang, die Straßen im Park zählen alle zum Robert Moses State Parkway. Parkmöglichkeiten bestehen an den 5 State Park Fields. In dem großen Kreisverkehr am Ende des Robert Moses Causeway steht als weithin sichtbare Landmarke ein Wasserturm, der unter anderem den US Coast Guard-Stützpunkt nebenan versorgt. Nach Osten erstreckt sich die Insel über Kismet und Ocean Beach noch weitere 25 km mit der Fire Island National Seashore, sowie Lighthouse Beach und dem Fire Island Lighthouse and Museum,

## Geschichte

Wasserturm und Kreisverkehr des Robert Moses Causeway. Im Hintergrund der Atlantik.

Das Westende von Fire Island war Teil eines kolonialen Lehens an William „Tangier“ Smith. 1825 erwarb die Bundesregierung die Westspitze der Insel um das Fire Island Light zu errichten und David Sammis kaufte 1855 120 Acre (49 ha) des Ostteils um das Surf Hotel zu errichten.
1892 war Cholera eine Bedrohung. Nach einer Epidemie, die von Passagieren eines Schiffs ausgelöst wurde, die im Hafen ankamen, erwarb der Staat das Hotel um eine Quarantänestation einzurichten. Erboste Anwohner erreichten durch eine Blockade eine Anordnung, die dies verhinderte, trotz der Entsendung von Soldaten.
1908 unterzeichnete der Gouverneur Charles Evans Hughes ein Gesetz, durch welches das Anwesen des ehemaligen Surf Hotel als Long Islands erster State Park ausgewiesen wurde („Fire Island State Park“). Insel und Park sind seither gewachsen. Über Jahrzehnte hinweg hat sich am Westende von Fire Island Sand angelagert mit einer Geschwindigkeit von 50 m (160 ft) pro Jahr, wodurch die Insel seit 1825 um 5 mi (8 km) Länge zugelegt hat. Zur Zeit der Errichtung des Parks befand sich die Westspitze in der Nähe der Stelle, an der sich heute der Wasserturm befindet.
1918 zerstörte ein Feuer den Bohlenweg und einige Gebäude.
1924 gründete der Staat die Long Island State Park Commission unter der Leitung von Robert Moses als Teil eines staatsweiten Parkprogramms, welches auch von Moses geleitet wurde. Der Kommission wurde von der Bundesregierung ein Gebiet mit 4 mi (6,4 km) Strand westlich des Leuchtturms übertragen, dass durch die Anlagerung von Sand entstanden war. 1926 wurde das erste Badehaus errichtet.
Nachdem der Neuengland-Hurrikan (1938) den Park verwüstete, entschied die Kommission, weiter östlich, näher am Leuchtturm, Gebäude zu errichten und Sand wurde am Strand aufgeschüttet, um einen Teil der Insel auf eine Höhe von 18 ft (5,5 m) über dem Meer anzuheben. 1940 wurde das erste moderne Badehaus eröffnet.

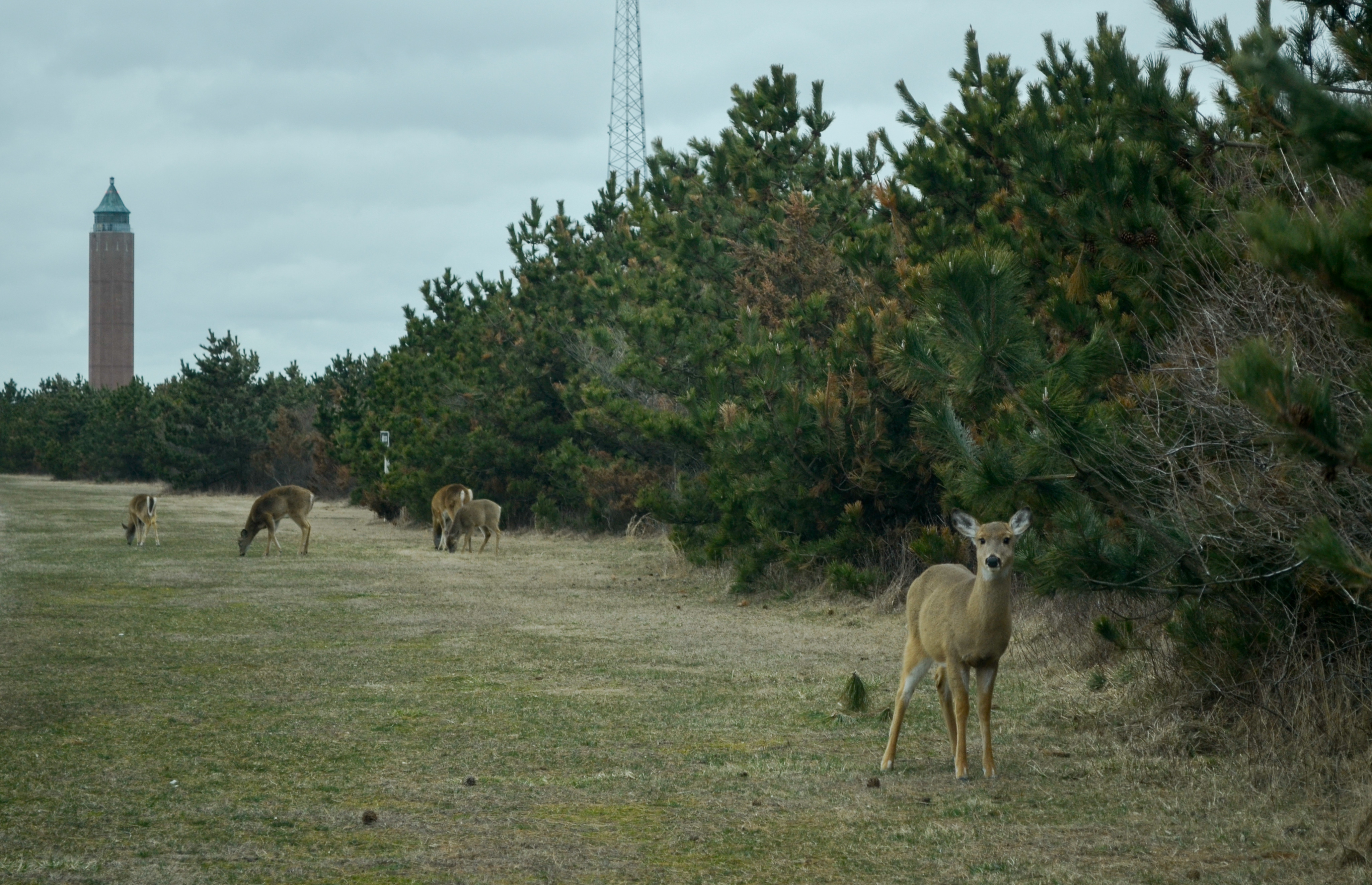
Hirsche in Robert Moses State Park, März 2013

Fährverbindungen zum Park wurden bis 1964 von Babylon aus unterhalten, bis der Robert Moses Causeway eröffnet wurde. Im selben Jahr wurde der Park nach Robert Moses umbenannt. In der Folge explodierten die Besucherzahlen und es wurden weitere Parkplatzanlagen und Badehäuser geschaffen.
Am 27. Juni 2008 feierte der Park sein 100-jähriges Jubiläum. Zum Jubiläum wurden verschiedene Verbesserungen gemacht, unter anderem auch die Renovierung des Badehauses in Feld 3 für $700.000 durchgeführt. Die Badeeinrichtungen wurden verbessert und vergrößert, die Kuppel und die Uhr repariert und eine Glas- und Metall-Fassade ersetzt, die in den 1980ern angebracht worden war. Die Gelder waren Teil eines $132 Mio-Projekts von 2008 um die New York State Parks und Historic Sites auszubauen.
2013 wurde ein Dredging und Stranderneuerungs-Projekt über $7,7 Mio. durchgeführt um die Strände zu erneuern, die durch Hurrikan Sandy geschädigt worden waren. Etwa 520.000 cuyd (400.000 m³) Sand wurden verwendet, der bei Ausbaggerarbeiten am Captree-State-Park-Boat-Canal angefallen war.
2015 wurde ein Projekt zum Ausbau der Energie-Effizienz im Umfang von $1,7 Mio. angekündigt. Es soll eine 500-kilowatt-Photovoltaikanlage installiert werden um Robert Moses State Park zum ersten energie-neutralen State Park in den Vereinigten Staaten zu machen.

## Freizeitmöglichkeiten

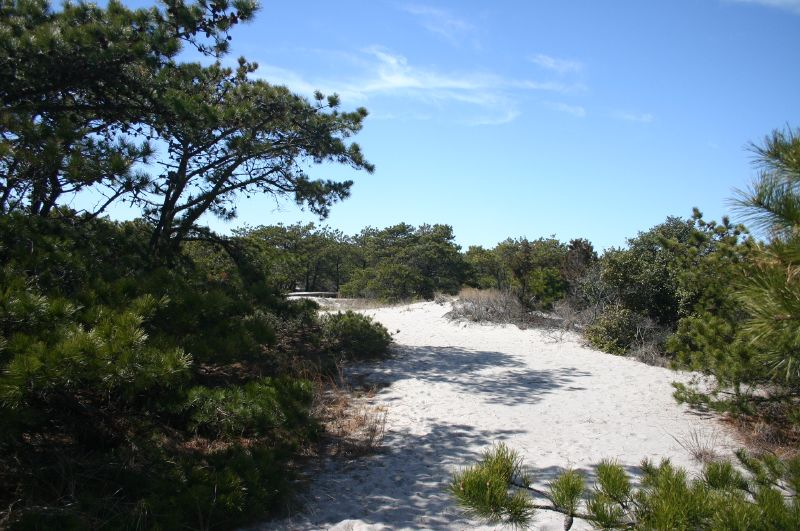
Einer der Wege im Robert Moses State Park

Am Strand von Robert Moses State Park sind Schwimmen, Surfen und Angeln erlaubt. Für Angler sind mehrere Piers zugänglich. Eine Anlegestelle (day use boat basin) mit bis zu 40 Liegeplätzen befindet sich auf der Nordseite der Insel.
An jedem State Park Field gibt es Leihstellen für Sonnenschirme und zusätzlich vier sanitäre Anlagen, sowie Kioske, Volleyball-Felder, Erste-Hilfe-Stationen, Picknick-Plätze und einen Spielplatz bei Field 5.
Am Westende des Parks befindet sich ein 18-Loch Pitch & Putt-Golfplatz. Er ist gewöhnlich von April bis November geöffnet und es besteht die Möglichkeit, Ausrüstung auszuleihen.

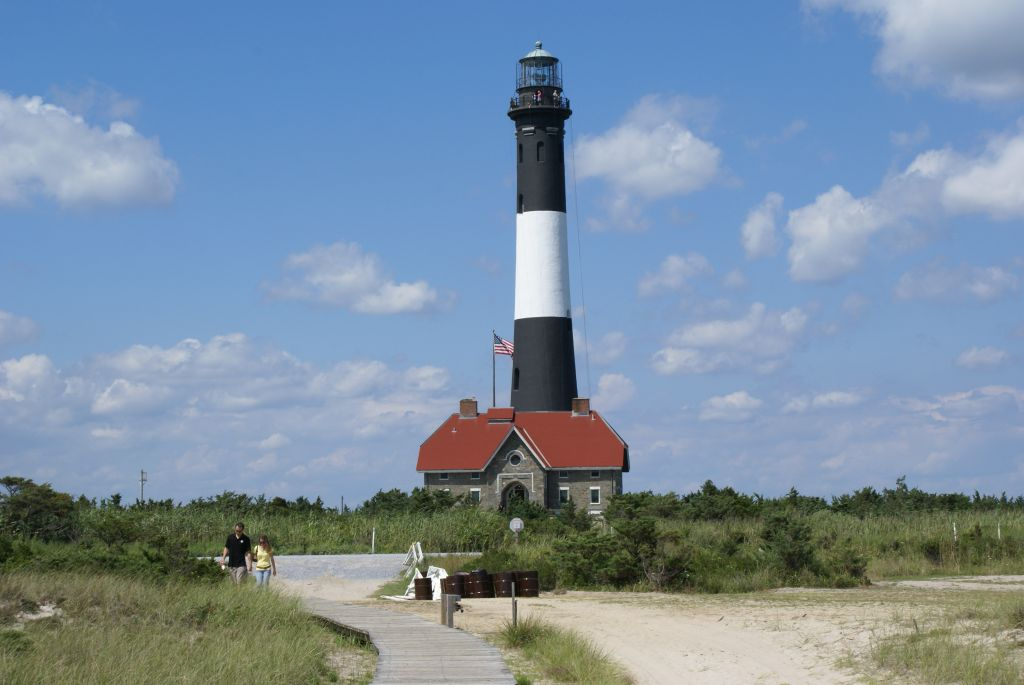
Das Fire Island Light an der Fire Island National Seashore

Robert Moses State Park bildet auch den Zugang zur Fire Island National Seashore, die sich östlich des Parks anschließt. Es gibt dort keine Parkplätze und die meisten Besucher stellen ihre Autos an Field 5 ab und laufen dorthin oder weiter zum Ort Kismet. 2010 waren es geschätzt 30 % der Besucher, die nur zum Parken kamen und dann zur Lighthouse Beach weiterzogen. Lighthouse Beach war früher ein „clothing optional beach“ (Freikörperkultur). Der National Park Service hat jedoch seit 2013 ein Verbot von Nacktheit an Lighthouse Beach durchgesetzt, nachdem eine Zunahme von unanständigen Verhalten beobachtet wurde. Heute drohen bei Missachtung eine Strafe von $5.000 und sechs Monate Gefängnis.
Die Buslinie S47 (Long Island bus) von Suffolk County Transit wird saisonal eingesetzt und verbindet den Strand mit der Babylon (LIRR station) der Long Island Rail Road.
Der Park ist ganzjährig von Sonnenaufgang bis Sonnenuntergang offen. Teile des Parks sind auch 24 Stunden für Angler zugänglich (mit Erlaubnisschein).
Von April bis November wird eine Parkgebühr erhoben.
2014 kamen ca. 3,5 Mio. Besucher.